# H.C.T. Wolff-Sneedorff
Hans Christian Theodor Wolff-Sneedorff, født Wolff (født 19. april 1836 på Engelholm, død 23. november 1924 sammesteds) var en dansk officer og godsejer, bror til Gerner Wolff-Sneedorff.
Han var søn af etatsråd Benjamin Wolff og hustru født Sneedorff. Han blev 1856 student (privat dimitteret), 1862 cand. polit., officersaspirant til kavaleriets krigsreserve i den ved 5. Dragonregiment etablerede uddannelsesskole, 1863 sekondløjtnant i kavaleriets krigsreserve, 1866 kammerjunker, 1867 løjtnant af forstærkningen, 1886 hofjægermester, 1887 karakteriseret ritmester og 31. marts 1915 Ridder af Dannebrog. Han overtog 1866 Engelholm, som han ejede til sin død. Wolff-Sneedorff var også sparekassedirektør i Sparekassen for Præstø By og Omegn.
30. juni 1870 ægtede han i Garnisons Kirke Sigfriede Margrethe Marie Schultz (26. september 1851 i Norge - 15. august 1893 på Engelholm), datter af ejer af Nøjsomhed ved Kongens Lyngby, jægermester Jens Frederik Schultz og Sophie Hedevig von Cappeln. 2. november 1894 ægtede han Fanny "Fransciska" Magdalene Schultz (11. juni 1859 i Kongens Lyngby - 2. april 1951 i Engesvang), der var søster til hans 1. hustru, men de fik ingen børn. Ingen af hans sønner overlevede ham, så hans broder arvede Engelholm.